# Япеев, Салих Зелялетдинович
Сали́х Зелялетди́нович Япе́ев (тат. Салих Җәләлетдин улы Япеев) (17 сентября 1914, Челябинск — 20 декабря 1993, Казань) — Министр внутренних дел ТАССР (1954—1978), генерал-лейтенант внутренней службы, участник Великой Отечественной войны.

## Биография
Родился 17 сентября 1914 года в Челябинске.
В 1930 году окончил школу — семилетку в Челябинске.
С 1930—1934 гг. обучался в Челябинском коммунально-строительном техникуме.
В 1936 году С. Япеев окончил 2-й курс заочного отделения Ленинградского института инженеров коммунального строительства.
В 1936—1938 годах служил в отдельном батальоне связи 85-й стрелковой дивизии в Челябинске, а также обучался в школе младшего командного состава батальона, которую окончил в 1937 году с отличием и стал командиром отделения.
В 1940 году окончил курсы усовершенствования политработников.
В 1938—1941 годах, после демобилизации из армии, работал прорабом и начальником строительного сектора в Челябинском водоканалтресте.
В марте 1941 года он был вновь призван в армию, работал на строительстве укрепрайонов, служил политруком роты в 115-м отдельном строительном батальоне, в составе войск Прибалтийского фронта вел упорные оборонительные бои против немецко-фашистских войск.
Салих Зелялетдинович принимал участие в боевых действиях на Северо — Западном фронте по окружению Демянской группировки противника, участвовал во многих сражениях: под Сталинградом, на Курской дуге, в наступательной операции «Багратион» и других.
В сентябре 1946 года в звании полковника демобилизовался из армии по состоянию здоровья.
В 1947 году он был назначен замполитом начальника Управления лагеря для военнопленных МВД ТАССР, в Елабуге.
В 1948—1950 годах работал секретарём парткома МВД ТАССР.
С 1951 года — заместитель начальника отдела Управления исправительно-трудовых лагерей и колоний (УИТЛК).
В 1952 году с отличием закончил заочное отделение юридического факультета Казанского государственного университета.
В 1953 году был назначен заместителем начальника Управления МВД Чистопольской области.
В 1954 году был назначен министром внутренних дел ТАССР.
В 1955 по 1980 годах — Депутат Верховного Совета ТАССР.
В 1978 году С. З. Япеев ушел в отставку и перешёл на преподавательскую работу в Казанское отделение Академии МВД СССР.
В 1978—1984 годах — начальник Казанского отделения Московского юридического филиала Академии МВД СССР.
В 1984 году ушёл на пенсию. До конца своих дней Салих Зелялетдинович продолжал работать в Совете ветеранов МВД.
С. З. Япеева не стало 20 декабря 1993 года.

Генерал Япеев почти четверть века возглавлял Министерство внутренних дел республики и оставил глубокий след в памяти тех, кто знал его, имел честь служить под его руководством. И сегодня с уверенностью можно сказать, что это была целая эпоха — эпоха Япеева. — Первый Президент Республики Татарстан Минтимер Шаймиев

## Память
Его имя носит улица в Вахитовском районе Казани.

## Звания и награды
- Орден Ленина
- Орден Красного Знамени
- Орден Отечественной войны I степени
- Орден Отечественной Войны II степени
- 2 Ордена Трудового Красного Знамени
- 2 ордена Красной Звезды
- Медаль За боевые заслуги